# Малинкова, Трудла
Тру́дла Ма́линкова, урождённая — Грофиц (в.-луж. Trudla Malinkowa , 21 февраля 1955 года, деревня Хасов, около Будишина, Лужица, Германская Демократическая Республика) — нижнелужицкая писательница, историк, публицист, редактор и общественный деятель. Лауреат премии имени Якуба Чишинского (2021).

## Биография
Родилась 21 февраля 1955 года в серболужицкой крестьянской семье в деревне Хасов в окрестностях города Будишин. В 1973 году окончила Серболужицкую расширенную школу в Будишине (сегодня — Сербская гимназия). Получила профессиональное образование по издательскому делу. Потом изучала стоматологию в Лейпциге. Работала стоматологом в Будишине. В это же время стала заниматься общественной деятельностью среди лужицких сербов. Издавала статьи по истории серболужицкой культуры. С 2000 года работает научным сотрудником Серболужицкого института в Будишине. С 2000 года является главным редактором журнала на нижнелужицком языке «Pomhaj Bóh».
Является членом серболужицкой культурно-просветительской организации «Матица сербская». Заведует исторической секции и серболужицких памятников «Матицы сербской». Занимается изучением серболужицкой эмиграции и диаспоры, серболужицкой историей XIX и XX веков и биографией серболужицких деятелей.
В 2021 году удостоена премии имени Якуба Чишинского.

## Сочинения
- Mikławš Andricki: Zrudoba to běše a nadźija. Bautzen 1989. 317 S.
- A znowa maš so rozsudźić — žiwjenski wobraz Marje Kubašec. Bautzen 1990. 248 S.
- K brjoham nadźije — wupućowanje Serbow do zamórskich krajow. Bautzen 1995. 196 S.
- Zatajena njeprawda — politisce přesćěhani w Serbach mjez 1945 a 1989. Bautzen 2004. 200 S.
- Shores of Hope. Wends Go Overseas, Translated by Luise Green, Konstantin Hahn, Carl E. Roemer, Concordia University Press Austin, Texas, 2009, 302 S. — Das Buch wurde mit dem Concordia Historical Institute Award 2010 in St. Louis, Missouri ausgezeichnet.
- Der alte Friedhof in Rohne — Stare pohrjebnišćo w Rownom. Eine Dokumentation, Bautzen 2011, 239 S.
- Jan Kilian, Kěrluše — Choräle — Hymns, Booklet zur gleichnamigen CD, Redaktion Trudla Malinkowa, Bautzen 2011, 92 S.
- Marja Kubašec — Maria Kubasch. Domowina-Verlag, Bautzen 2014.
- Jan Kilian (1811—1884). Pastor, Poet, Emigrant/ Schriften des Sorbischen Instituts 58. Domowina-Verlag, Bautzen 2014.
- Serbska poezija 43: Jan Kilian. wud. Kito Lorenc, zest. Trudla Malinkowa, Ludowe nakładnistwo Domowina, Budyšin 1999.
- Ufer der Hoffnung — sorbische Auswanderer nach Übersee. Domowina-Verlag, Bautzen 1999.